# Ceratagallia falcata
Ceratagallia falcata är en insektsart som beskrevs av Hamilton 1998. Ceratagallia falcata ingår i släktet Ceratagallia och familjen dvärgstritar. Inga underarter finns listade i Catalogue of Life.